# Behemoth (gruppo musicale)
I Behemoth sono una band blackened death metal polacca. Hanno all'attivo undici album in studio.

## Storia

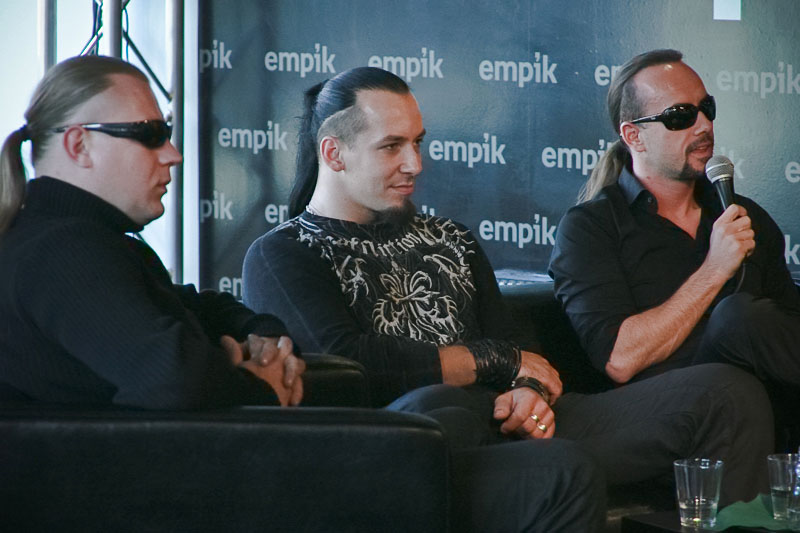
I Behemoth intervistati nel 2009. Da sinistra: Inferno, Orion e Nergal

Fondati nel 1991 dall'allora quattordicenne Nergal come band puramente black metal, i Behemoth hanno col tempo acquisito peculiarità stilistiche che li hanno portati a fondere black e death metal.

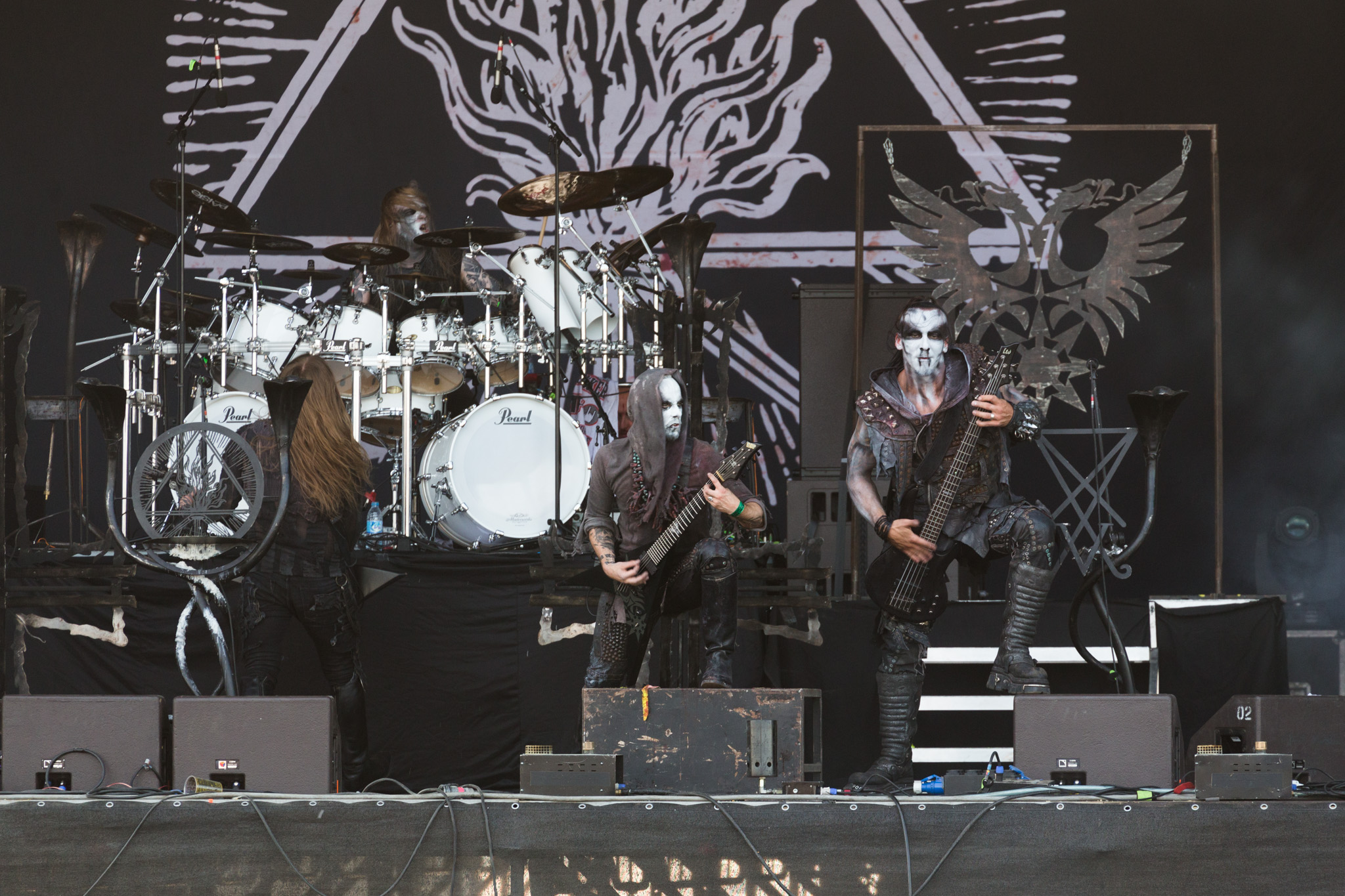
I Behemoth al With Full Force Festival 2014

I Behemoth hanno svolto un ruolo molto importante nell'affermarsi del metal estremo polacco, insieme a band come Vader, Graveland e Sacrilegium. Fino alle soglie del 2000, lo stile della band era fondamentalmente improntato sul black metal classico, con il paganesimo come tema dominante; le prime registrazioni ufficiali, tra cui spiccano ...From the Pagan Vastlands e And the Forests Dream Eternally, sono inoltre molto essenziali per quanto riguarda le produzioni e gli arrangiamenti, il tutto con una ricerca audio molto sporca, attributi questi che portarono loro ottime critiche, tanto che Gianni Aiello lo definì "un lavoro che accorpa i canoni della perfezione".
Per quanto riguarda i primi lavori della band polacca, si può affermare che essa si ispirava chiaramente al classico black metal norvegese, ma di lì a poco, i testi scritti da Nergal e Krzysztof Azarewicz cambiarono radicalmente, passando dai capisaldi della scuola black metal come il satanismo a temi di occultismo e thelema. 
Nel 1999 ci fu la svolta definitiva per la band, che abbandonava parzialmente il black metal classico in favore del death metal, andando a creare uno stile personale che li caratterizzerà per gli album successivi. Il 25 ottobre 1999 esce infatti Satanica dove la composizione dei brani si fa più violenta; la trasformazione avvenne anche sul piano tecnico, con strutture e arrangiamenti dei pezzi molto più complessi: ciò permise loro di uscire dall'underground black metal, e di guadagnare riconoscimenti da tutto il mondo.

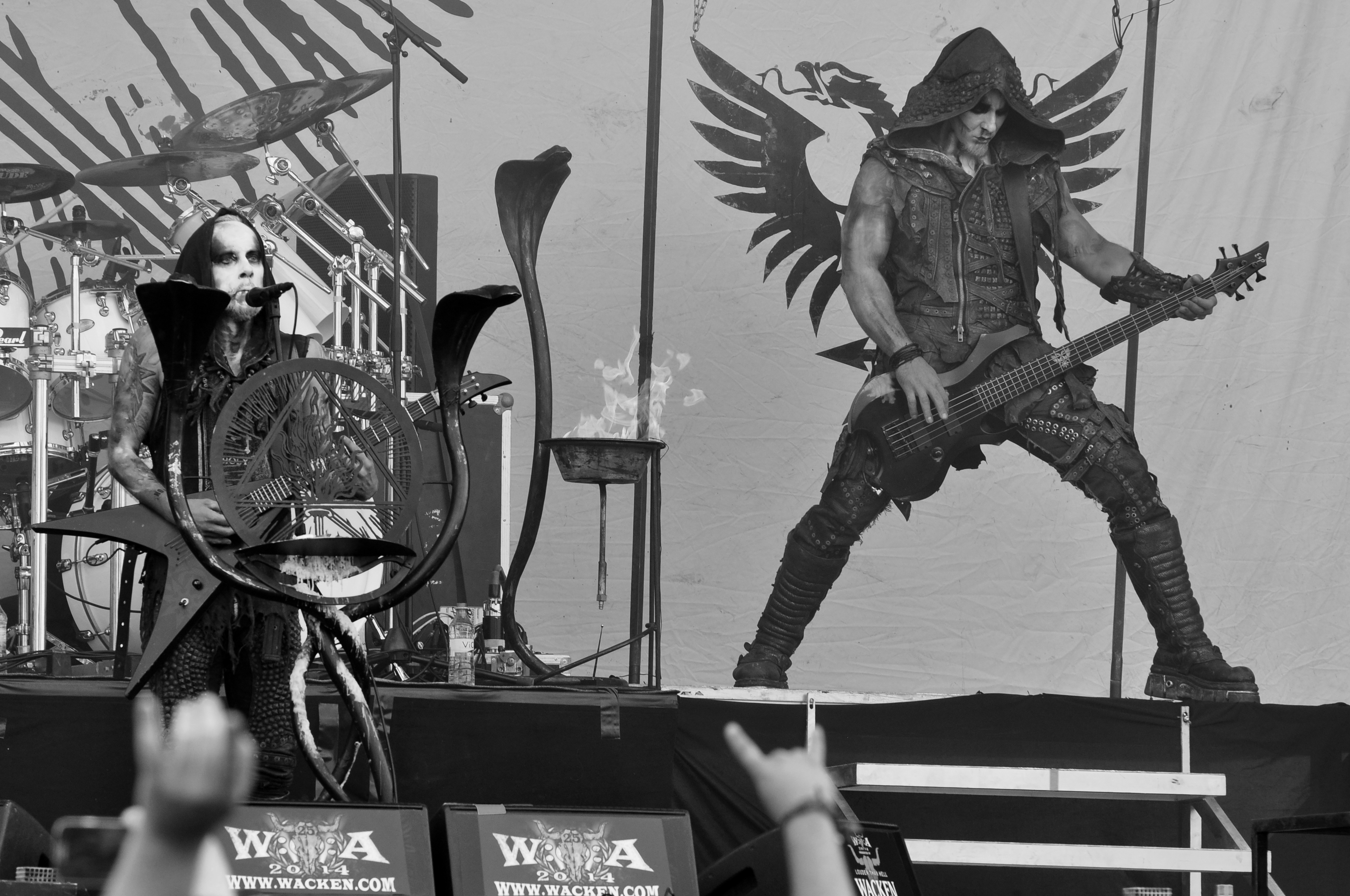
Nergal e Orion al Wacken Open Air 2014

Successivamente i Behemoth pubblicheranno gli album Thelema.6 e Zos Kia Cultus (Here and Beyond), che contengono alcuni brani più famosi del gruppo, come Antichristian Phenomenon, Christians to the lions, Horns ov Baphomet e As above so below, continuando l'evoluzione del sound.
L'album Demigod del 2004, è il coronamento di questa lunga evoluzione che ha arricchito il gruppo con atmosfere e sound paragonabili a quelle dei Nile. L'utilizzo di scale che rimandano a sonorità mediorientali, e lo stile maggiormente incentrato sulla tecnica e la difficoltà d'esecuzione, avvicinano molto le due band, che hanno avviato una serie di tour e collaborazioni.

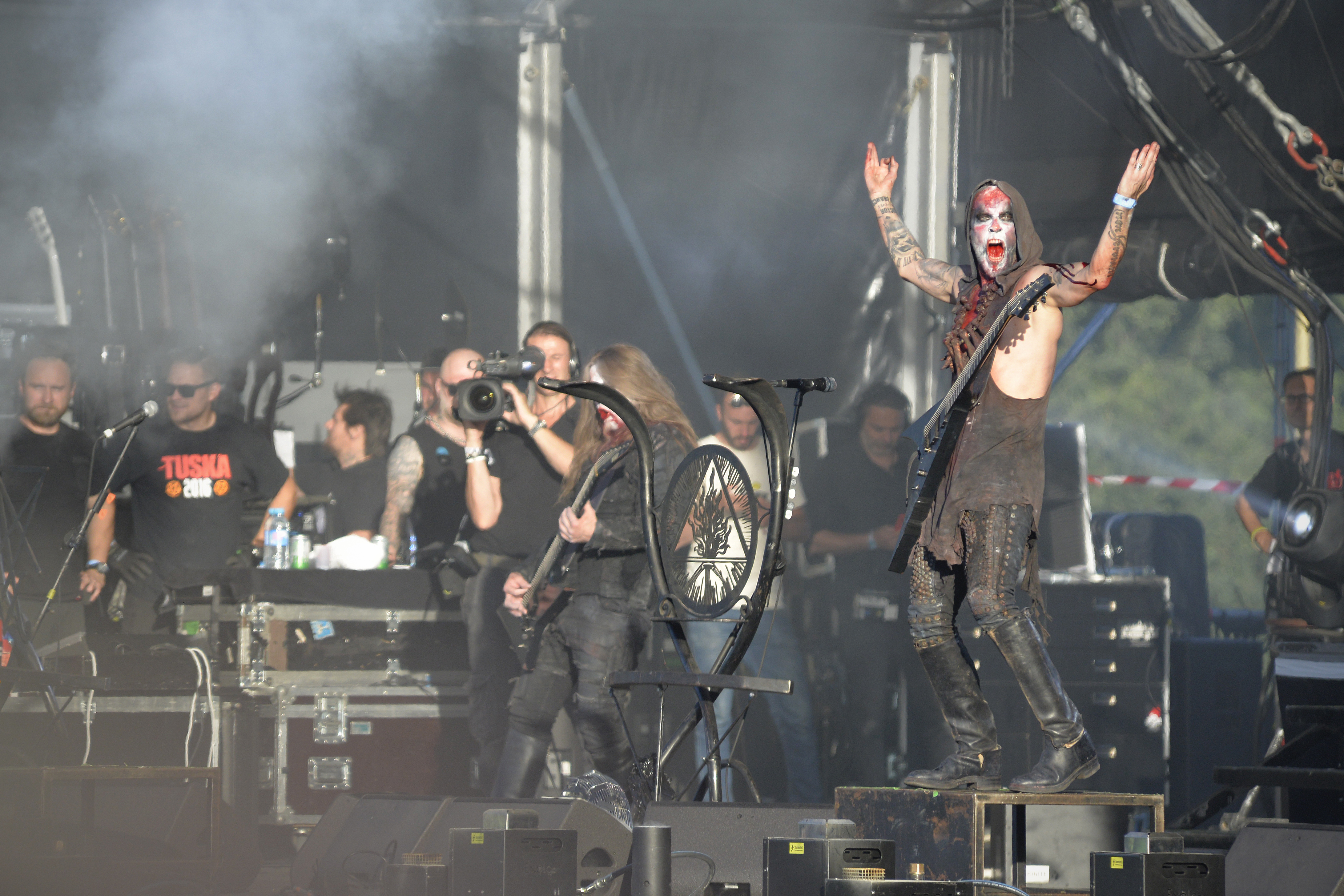
I Behemoth all'Hellfest 2017

Nel 2007 pubblicano l'album The Apostasy, ricevendo un'ottima reazione dai media del settore. Quest'album vede ancora la formazione "Nergal", "Inferno", "Orion" e session "Seth". Seguiranno tre tour europei e tre negli Stati Uniti. 
Nel 2008 pubblicano l'EP "Ezkaton" che contiene una re-incisione della canzone "Chant for Ezkaton 2000 e.v.", delle cover e tre tracce live. Inoltre viene pubblicato il live-album "At the Arena ov Aion - Live Apostasy", registrato nel locale "La Loco" di Parigi.
Il 7 agosto 2009 è uscito Evangelion.
Il 25 agosto 2010 viene reso noto che, dopo un ricovero urgente, al frontman Nergal viene diagnosticata una grave leucemia. L'8 novembre successivo esce la notizia che è stato trovato un donatore di midollo e il cantante, a seguito di una lunga riabilitazione, riesce a riprendersi.
Sempre nel 2010 esce il DVD live Evangelia Heretica. Il 3 febbraio 2014 esce il decimo album in studio della band polacca intitolato The Satanist.  Nel gennaio 2014, furono detenuti per due giorni a Ekaterinburg prima di un concerto, finché il giudice russo ingiunse al gruppo di lasciare il Paese condannandoli al pagamento di una multa di 2.000 rubli. Due anni prima erano stati condannati dalla Corte suprema della Polonia a due anni di carcere per vilipendio alla religione cattolica, relativamente ad alcune frasi dette durante il concerto di Gdynia del 2007.
Il 1 novembre 2017 la band, con un post sul proprio profilo Facebook annuncia di star lavorando a un nuovo album ed il 5 ottobre 2018 esce I Loved at Your Darkest. Il disco ebbe un buon successo di vendite e di critica. Sul proprio canale YouTube, dopo l'uscita dell'album, i Behemoth cominciarono a pubblicare alcuni singoli come Bartzabel, il cui videoclip venne censurato per nudità, e Ecclesia Diabolica Catholica. Ad aprile 2022 durante un concerto suonano una canzone inedita, che sarà il primo singolo del loro nuovo album opvs contra natvram, in uscita il 16 settembre dello stesso anno. A questo brano seguiranno altri 3 singoli (Off to War, The Deathless Sun, Thy Becoming Eternal), tutti accompagnati da un video musicale. Pochi giorni dopo l'uscita dell'album è uscito anche il videoclip di Versvs Cristvs, brano in cui per la prima volta si fa uso del pianoforte e della voce pulita.

## Formazione

### Formazione attuale
- Adam "Nergal" Darski – voce, chitarra elettrica, tastiere, programmazione (1991 - presente)
- Patryk "Seth" Sztyber – chitarra elettrica ed acustica, cori (2004 - presente)
- Tomasz "Orion" Wróblewski – basso, cori (2003 - presente)
- Zbigniew Robert "Inferno" Promiński - batteria, percussioni (1997 - presente)

### Ex componenti
- Adam "Desecrator" Malinowski – chitarra (1991 - 1992)
- Rafał "Frost" Brauer – basso (1991 - 1993)
- Orcus – basso (1993)
- Adam "Baal Ravenlock" Muraszko – batteria (1991 - 1997)
- Leszek "L. Kaos" Dziegielwski – chitarra (1995 - 1996, 1998 - 1999)
- Mefisto – basso (1997 - 1999)
- Marcin "Novy" Nowak – basso (1999 - 2003)
- Mateusz "Havoc" Smierzchalski – chitarra, cori (1999 - 2004)

## Discografia

### Album in studio

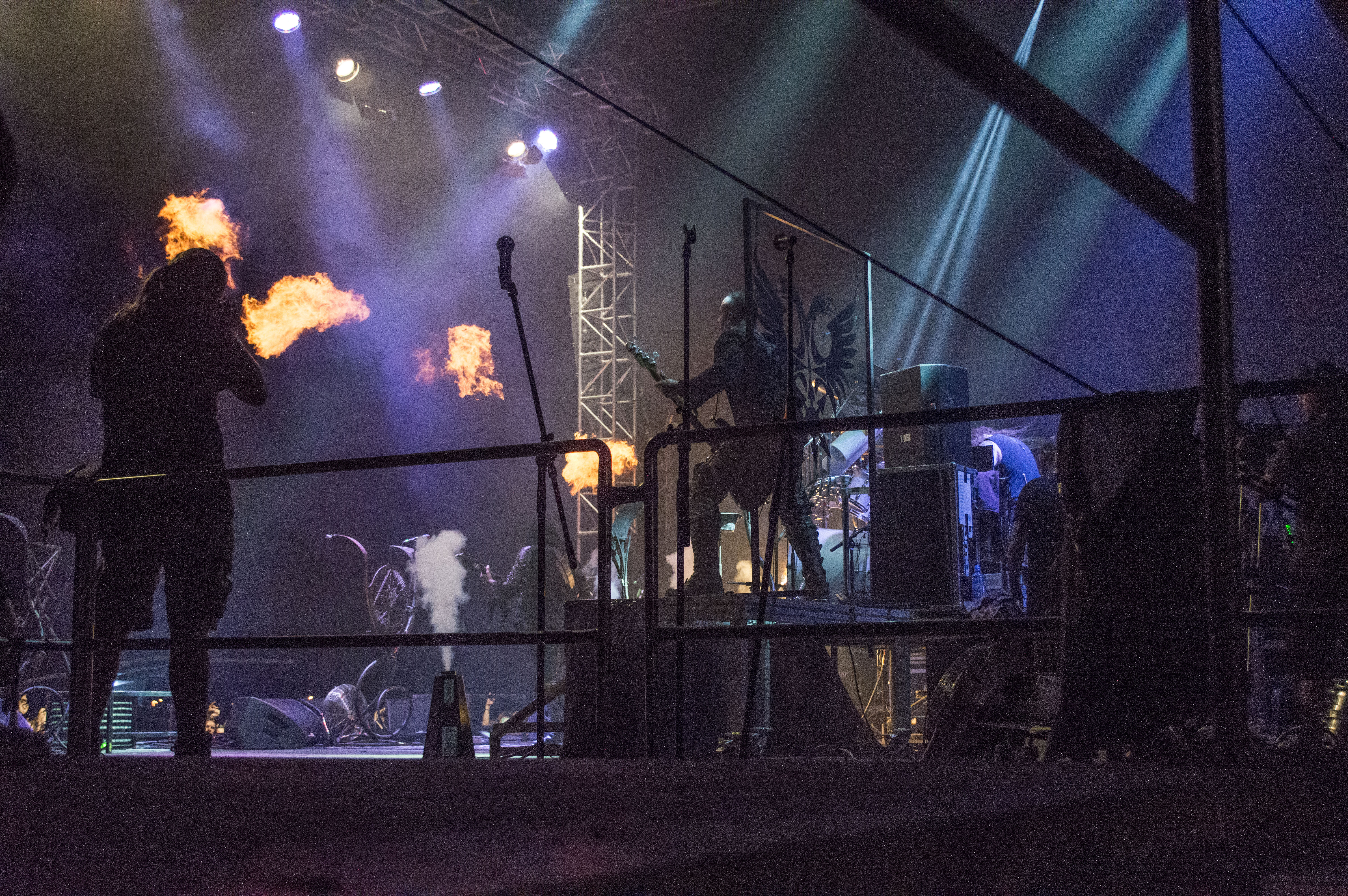
I Behemoth al Brutal Assault 2016

- 1995 - Sventevith (Storming Near the Baltic)
- 1996 - Grom
- 1998 - Pandemonic Incantations
- 1999 - Satanica
- 2000 - Thelema.6
- 2002 - Zos Kia Cultus (Here and Beyond)
- 2004 - Demigod
- 2007 - The Apostasy
- 2009 - Evangelion
- 2014 - The Satanist
- 2018 - I Loved You at Your Darkest
- 2022 - Opvs Contra Natvram
- 2025 - The Shit Ov God

### Live
- 2008 - At the Arena ov Aion - Live Apostasy
- 2010 - Evangelia Heretika
- 2014 - Live Barbarossa
- 2018 - Messe Noire

### Raccolte
- 2011 - Abyssus abyssum invocat
- 2014 - Xiądz/Blow Your Trumpets Gabriel
- 2015 - Thy Winter Kingdom/From the Pagan Vastlands...

### Box Set
- 2006 - Demonica

### EP
- 1994 - And the Forests Dream Eternally
- 1997 - Bewitching the Pomerania
- 2001 - Antichristian Phenomenon
- 2003 - Conjuration
- 2006 - Slaves Shall Serve
- 2008 - Ezkaton
- 2014 - Xiądz
- 2020 (29/05) - A Forest
- 2022 - Thy Becoming Eternal

### Demo
- 1992 - Endless Damnation
- 1992 - The Return of the Northern Moon
- 1993 - ...From the Pagan Vastlands

## Videografia

### Videoclip
- As Above So Below
- Conquer All
- Decade of Therion
- Slaves Shall Serve
- Christians to the Lions
- At the Left Hand Ov God
- Inner Sanctum
- Prometherion
- Ov Fire and the Void
- Alas, Lord Is Upon Me
- Lucifer
- Blow Your Trumpets Gabriel
- Ben Sahar
- Messe Noire
- The Satanist
- O Father O Satan O Sun
- Ora Pro Nobis Lucifer
- Wolves of Syberia
- Bartzabel
- Satan Master
- God=Dog
- Room 5:8
- Ecclesia Diabolica Catholica
- A Forest (feat. Niklas Kvarforth)
- Shadows ov ea Cast Upon Golgotha
- Ov My Herculean Exile
- Off to War!
- The Deathless Sun
- Thy Becoming Eternal
- Versvs Christvs
- Once Upon a Pale Horse
- The Shit ov God
- The Shadow Elite

### DVD
- 2002 - Live Eschaton: The Art of Rebellion
- 2004 - Crush.Fukk.Create: Requiem for Generation Armageddon
- 2010 - Evangelia Heretika